# Le lunghe vacanze del '36
Le lunghe vacanze del '36 (Las largas vacaciones del 36) è un film del 1976 diretto da Jaime Camino.